# Acultzingo
Acultzingo är en ort i Mexiko.   Den ligger i kommunen Acultzingo och delstaten Veracruz, i den sydöstra delen av landet, 210 km öster om huvudstaden Mexico City. Acultzingo ligger 1 670 meter över havet och antalet invånare är 5 801.
Terrängen runt Acultzingo är kuperad åt sydväst, men åt nordost är den bergig. Acultzingo ligger nere i en dal. Runt Acultzingo är det ganska glesbefolkat, med 28 invånare per kvadratkilometer. Närmaste större samhälle är Ciudad Mendoza, 16,3 km nordost om Acultzingo. I omgivningarna runt Acultzingo växer i huvudsak blandskog.